# Columbia Lake
Columbia Lake ist ein natürlicher See im Süden der kanadischen Provinz British Columbia.

## Lage
Der auf 808 m Höhe (durchschnittliche Wasseroberfläche) gelegene See im Columbia Valley (Rocky Mountain Trench) hat mehrere Quellgebiete und befindet sich nördlich der Ortschaft Canal Flats im Regional District of East Kootenay. Er hat die ungefähren Ausmaße 13,8 × 2 Kilometer. Das Gewässer gilt als Ursprung des Columbia River. Dieser entwässert den See an dessen nördlichem Ende. Etwa 3 km südlich des südlichen Seeendes verläuft der Oberlauf des Kootenay River. Der Columbia Lake Provincial Park liegt am Nordostufer des Sees.